# Swedish Open 1992 (Badminton)
Die Swedish Open 1992 im Badminton fanden vom 4. bis zum 8. März 1992 in Stockholm statt. Das Preisgeld betrug 35.000 US-Dollar, was dem Turnier zu einem Zwei-Sterne-Status im Grand Prix verhalf.

## Sieger und Platzierte
| Disziplin    | Gold                               | Silber                            | Bronze                                   |
| ------------ | ---------------------------------- | --------------------------------- | ---------------------------------------- |
| Herreneinzel | Poul-Erik Høyer Larsen             | Fung Permadi                      | Jens Olsson                              |
| Herreneinzel | Poul-Erik Høyer Larsen             | Fung Permadi                      | Lee Kwang-jin                            |
| Herrendoppel | Chen Hongyong Chen Kang            | Peter Axelsson Pär-Gunnar Jönsson | Jon Holst-Christensen Henrik Svarrer     |
| Herrendoppel | Chen Hongyong Chen Kang            | Peter Axelsson Pär-Gunnar Jönsson | Huang Zhanzhong Zheng Yumin              |
| Dameneinzel  | Tang Jiuhong                       | Lim Xiaoqing                      | Liao Zhiqun                              |
| Dameneinzel  | Tang Jiuhong                       | Lim Xiaoqing                      | Pernille Nedergaard                      |
| Damendoppel  | Yao Fen Lin Yanfen                 | Catrine Bengtsson Maria Bengtsson | Rhonda Cator Anna Lao                    |
| Damendoppel  | Yao Fen Lin Yanfen                 | Catrine Bengtsson Maria Bengtsson | Christine Magnusson Lim Xiaoqing         |
| Mixed        | Pär-Gunnar Jönsson Maria Bengtsson | Max Gandrup Catrine Bengtsson     | Henrik Svarrer Pernille Dupont           |
| Mixed        | Pär-Gunnar Jönsson Maria Bengtsson | Max Gandrup Catrine Bengtsson     | Jon Holst-Christensen Marianne Rasmussen |

## Finalresultate
| Disziplin    | Sieger                             | Gegner                            | Ergebnis    |
| ------------ | ---------------------------------- | --------------------------------- | ----------- |
| Herreneinzel | Poul-Erik Høyer Larsen             | Fung Permadi                      | 18:15, 15:3 |
| Dameneinzel  | Tang Jiuhong                       | Lim Xiaoqing                      | 11:5, 11:4  |
| Herrendoppel | Chen Kang Chen Hongyong            | Peter Axelsson Pär-Gunnar Jönsson | 15:12, 15:4 |
| Damendoppel  | Yao Fen Lin Yanfen                 | Catrine Bengtsson Maria Bengtsson | 15:6, 17:16 |
| Mixed        | Pär-Gunnar Jönsson Maria Bengtsson | Max Gandrup Catrine Bengtsson     | 15:8, 15:12 |